# Arkàdiïvka
Arkàdiïvka (en (ucraïnès): Аркадіївка) és un poble de la República Autònoma de Crimea a Ucraïna, que el 2014 tenia 512 habitants. Pertany al districte de Simferòpol.